# وداد أنطوان
وداد متري أنطون (9 أكتوبر 1927- 18 يناير 2007) هي ناشطة نسوية ورائدة الحركة النسوية مصرية، وإحدى رموز الحركة الوطنية اليسارية والعمل النسائي، وأول امرأة انتخبت لاتحاد الطلاب في جامعة القاهرة في عام 1951 عضو مجلس نقابة المعلمين 1976.

## حياتها
ولدت وداد متري أنطون في 9 أكتوبر 1  بحي شبرا، حصلت على ليسانس الآداب قسم الفلسفة من جامعة فؤاد الأول «جامعة القاهرة حاليا» عام 1952، ودبلوم معهد التحرير والصحافة والترجمة 1956، ثم عملت بالتدريس لمدة سبع سنوات، وتعد أول من قدمت برنامج تدريس في الصحافة المدرسية.
تزوجت من الدكتور سعد لوقا، وأنجبت كل من الدكتورة ريم سعد والدكتور سهيل سعد، وتوفيت في الثامن عشر من يناير 2007.

## كفاحها
- انضمت للجنة المرأة في المقاومة الشعبية التي أسستها النسوية «سيزا نبراوي» وذلك للعمل على مساندة الميليشيات التي تحارب الإنجليز في قناة السويس.[3]
- ناضلت من أجل جلاء الإنجليز عن البلاد، كما أنها حولت المدرسة التي كانت بها إلى مركز خدمة اجتماعية  بمساعدة «شاهندة مقلد» وذلك مع تأميم قناة السويس والعدوان الثلاثي على مصر.
- ناضلت من أجل حقوق الفلاحين، كما عملت على تعبئة نساء مدينة شبين الكوم لبذل الجهود المتعلقة بالحرب من خياطة الملابس للجنود وتدريبات للتمريض وحملات للتبرع بالدم وحتى التدريب على السلاح، دفعت ثمن نضالها شهور من الاعتقال[5]، وتقول في خصوص هذا الشأن أنها مضت في السجن أربعة شهور وعشرين يوما من 10 يوليو حتى أخر نوفمبر، وبعد إطلاق سراحها عام 1960 تم نقلها من موقعها الوظيفي كمدرسة إلى وظيفة إدارية في وزارة التربية والتعليم، ورغم صعوبة ذلك عليها إلا أنها لم تستسلم وبدأت مرحلة جديدة من النضال وأصدرت مجلة للموظفين أسبوعية يتم توزيعها في سائر المحافظات، حيث ناقشت القضايا العامة ومشاكل العمال والمدرسين، كما نشطت في تلك الأونة في نقابة المعلمين، وفي عام 1970 خاضت انتخابات مجلس نقابة المعلمين وفازت بفضل تاريخها ونضالها الطويل.
- قاومت الاحتلال في كل مكان سواء كان ذلك على أرض مصرية أو في فلسطين والجزائر[5]، فانخرطت في التعبئة من أجل الثورة الجزائرية والمقاومة الفلسطينية من خلال تنظيم طالباتها في ميليشيات غير مسلحة.
- دأبت على تنظيم حملات التبرع بالدم، فضلا عن العمل على خلق الموارد المالية اللازمة للتسليح.[5]

## إنجازاتها
- تعد أول من قدمت برنامج تدريس في الصحافة المدرسية.
- أسست ما يسمى بالجمعية الفلسفية.
- كانت أول امرأة بل الوحيدة المنتخبة لاتحاد الطلاب في جامعة القاهرة في عام 1951. وفي نفس العام انضمت للجنة المرأة في المقاومة الشعبية.[3]
- أهم الرائدات اللاتي نزلن إلى الريف ليشجعن النساء على الانتخاب.
- أول من أسست جمعية نسائية في قرية البراجيل بالفيوم.
- خاضت انتخابات مجلس نقابة المعلمين في عام 1970 وفازت.
- شاركت متري في فيلم وثائقي كندي مصري عام 1997، بعنوان «أربع نساء من مصر».
- انضمت للحركة الشيوعية المصرية وهي في سن الثالثة والعشرين.
- كانت من أشد المناصرات للقضية الفلسطينية.[3]
- قامت بزيارة المخيمات الفلسطينية للاجئين في عين الحلوة.
- انضمت في عام 1956 للجنة النسائية للمقاومة الشعبية.

## جوائز
- كرمتها جامعة القاهرة بمناسبة الاحتفال بمرور 90 عام على إنشاء الجامعة، واحتفال كلية الإعلام بمرور 60 عام على إنشاء قسم الدراسات الإعلامية.
- كرمتها كلية الاعلام ضمن 34 من الرواد.[6]

## وفاتها
توفيت في الثامن عشر من يناير 2007.